# 拿来主义
拿来主义一说，最初来源于1934年6月7日鲁迅发表于《中华日报·动向》的一篇杂文《拿来主义》。在面对外来文化的冲击和中国封建时代遗留下来的文化，我们应该如何选择和取舍，他提出了“拿来主义”的思想和主张，他在此文中说要“拿来”的，主要指外国的优秀文化和成功经验。然而鲁迅在不少杂文和讲演中所说的要“取法”亦即“拿来”的东西，是古今中外一切的好东西，并不限于外国的优秀文化和成功经验。所以，鲁迅的拿来主义理解为广、狭二义。狭义的拿来主义，指取法外国的优秀文化和成功经验；广义的拿来主义，更为广泛——凡有益于国家和民族进步的东西，不论是古是今是中是外，鲁迅都主张“拿来”。这个“拿来”是占有，挑选和吸取，亦即取法古今中外一切有用的、有益的、好的东西——“恰如吃用牛羊，弃去蹄毛，留其精粹”。（《且介亭杂文·论“旧形式的采用”》，《鲁迅全集》，第6卷）
2012年2月24日，前民主進步黨立法委員林濁水說，民進黨的許多主要領袖常在不求甚解，採取拿來主義在不同路線中前後搖擺；至於中央黨部、立法委員、縣長、市長之間各行其是、甚至唱反調的，就更不用說了；「長期下來，使得國內外尤其是國際的信賴感根本建立不起來」。